# Rekevin
Rekevin — российская downtempo-группа.

## История

### Кратко
Группа Rekevin собралась в сентябре 2005 года. Музыканты познакомились в musicforums.ru и Livejournal.com. Все участники находились в поиске группы, играющей спокойную тихую живую музыку, близкую к лаунжу и трип-хопу, что для российской музыки того времени была большая редкость. Поэтому, встретившись, сразу начали репетировать — песня The Collector была придумана на первой репетиции.
Ранее все участники коллектива играли в других группах. Ксения обучалась джазовому вокалу в Московском колледже импровизационной музыки, что во многом предопределило её манеру исполнения и стилистическую особенность музыки Rekevin. За 9 лет творческой деятельности коллектив выпустил 2 полноценных альбома, один EP и сингл. Летом 2014 года музыканты приняли решение разойтись, и Rekevin прекратил своё существование.

### Развитие
Наиболее значимыми событиями для группы стали:
- Первый концерт Rekevin случился 8 ноября 2005 года, это было выступление в рамках музыкального конкурса, организованного московским ВУЗом МИРЭА, где учились некоторые участники коллектива. Группа стала победителем этого конкурса в номинации «поэтический рок», сыграв свои первые три песни.
- 18 ноября 2005 в ЖЖ были выложены первые записи группы, сделанные на репетиционной базе.
- 4 апреля 2006 года Rekevin стали победителями в межвузовском конкурсе Фестос в номинации «поп-рок», отыграв свой сет в клубе Релакс. В связи с тем, что на музыкальных конкурсах столицы не существовало подходящих музыкантам номинаций, приходилось выбирать что-то наиболее близкое, хотя и эти рубрики далеко не всегда соответствовали стилистическим рамкам Rekevin.
- 21 мая 2006 года группа заняла 1 место на конкурсе-фестивале молодых исполнителей Мой первый диск, выиграв бесплатную запись трёх треков на студии. Это была первая студийная работа для группы, которая послужила ей тренировкой перед записью дебютного альбома. И дала возможность получить, помимо опыта, первые демозаписи, которые были выложены на Myspace.com.
- В 2007 году к Rekevin официально присоединились новые участники — гитарист Игорь Левицкий, электронщик Яков Кривицкий, который сам по себе писал лёгкую музыку и выпускался под своим именем, и басист Алексей Кочетков, игравший сразу с несколькими группами. Дмитрий Жук (гитара), Алёна Толорая (менеджмент) и Олег Докин (бас-гитара) покинули коллектив каждый по своей причине.
- 23 января 2008 года Rekevin дали акустический концерт в прямом эфире радиостанции Серебряный дождь в программе Алекса Дубаса «Что-то хорошее».
- 24 января 2008 года состоялась презентация дебютного альбома A Peacock в Москве.
- 11 июня 2008 года Rekevin приняли участие в фестивале Stereoleto в Санкт-Петербурге с хедлайнером Massive Attack.
- 20 сентября 2008 года группа отыграла на ежегодном международном фестивале Джаз Коктебель, базирующемся на берегу Чёрного моря (Украина) с хедлайнером Red Snapper.
- 14 марта 2009 года состоялась презентация второго альбома Nulukatuk в Москве.
- 14 июня 2009 года Rekevin, наряду с Мумий Троллем и Земфирой, стали лауреатами премии Степной волк, организованной Артемием Троицким, в номинации Интернет.
- 23 октября 2009 года были подведены итоги конкурса клипов, организованном Rekevin среди слушателей. На конкурс были представлены видео на песни со второго альбома, снятые на камеру, фото-подборки, а также анимационные работы. 2 победителя были выбраны путём интернет-голосования.
- 17 декабря 2009 года Rekevin отпраздновал четырёхлетие группы полноценным акустическим концертом, первым в истории группы. Некоторые композиции зазвучали по-новому в специально подготовленных для этого вечера акустических аранжировках. В концерте приняли участие музыканты из известных московских групп.
- В феврале 2010 года телеканал А1 взял первый клип Rekevin в эфир.
- 5 июня 2010 года Rekevin приняли участие в ежегодном фестивале, проходящем в Архангельском, Усадьба Джаз, отыграв свой сет на сцене Лаунж.
- 22 октября 2010 года — участие в фестивале Lady in Jazz в Санкт-Петербурге.
- Ноябрь 2010 года группу покидает басист и контрабасист Алексей Кочетков.
- 13 декабря 2010 года подведены итоги конкурса ремиксов. Группа выбирает троих победителей, чьи работы будут включены в новый EP. Также путём голосования определяется три фаворита интернет-аудитории, которые получают поощрительные призы.
- Декабрь 2010 года в группу принят новый басист Андрей Тришин, игравший ранее в нескольких музыкальных проектах, в том числе Bad Gibbons.
- 31 марта Rekevin узнали, что прошли в четвертьфинал конкурса Новая волна, но приняли решение не принимать в нём участия.
- 2 апреля 2011 года состоялась презентация нового релиза группы — EP Embarrassed в Москве. Были разыграны бесплатные билеты на концерты в Москве, Санкт-Петербурге и Киеве.
- 29 октября 2011 года Rekevin выступили на Питерском телеканале ВОТ.
- C весны 2012 года группа ушла в отпуск по семейным причинам некоторых участников, творческая деятельность возобновилась в декабре 2012 года выступлением на дне рождения у Олега Тинькова.
- 27 марта 2013 года Rekevin выступили с акустической программой на радио Moscow FM.
- В июне 2013 года группу покинул барабанщик Игорь Бардашев, на его смену пришел Никита Коноплев.
- Рекевин попадают в шорт-лист конкурса молодых исполнителей Усадьба Jazz и затем в финал. 14 июня в клубе Козлова в Москве состоялся концерт-финал, где Rekevin были награждены компанией «RMA — Менеджмент в музыкальной индустрии» сертификатом на прохождение обучения в школе музыкального менеджмента.
- В декабре 2013 Rekevin снова ищут барабанщика и в конце года к ним присоединяется Александр Селезнёв.
- В 2014 году, 9 апреля в Москве и 12 апреля в Санкт-Петербурге группа презентует новый сингл, в который вошли две песни: Dead Pixel и Solitude.
- 26 июля 2014 года состоялось выступление Rekevin на фестивале More Amore в Москве.
- Летом 2014 года группа прекращает своё существование.

### Дебютный альбом «A Peacock» 2008 год
Запись пластинки проходила в течение трёх месяцев на нескольких студиях Москвы, были использованы электропиано, винтажные микрофоны, гитары и аналоговые синтезаторы, а также самые современные средства обработки звука. К записи был привлечён струнный квартет. Саунд-продюсером альбома выступил музыкант и звукорежиссёр Hardrum, работавший с множеством российских музыкантов (t.A.T.u, Алсу, Линда, Tracktor Bowling, Линия и другие).
Презентация прошла в клубе 16 Тонн 24 января 2008 года. За день до концерта Алекс Дубас пригласил коллектив выступить в прямом эфире программы «Что-то хорошее» на радио Серебряный дождь. Акустический концерт услышали множество москвичей и слушателей радио из других городов и стран, после чего на концерт пришло огромное количество людей, многие так и не попали на выступление, прождав в очереди около часа. Альбом дал возможность музыкантам выйти на новый уровень и восприниматься всеми участниками музыкальной индустрии всерьёз.

### Второй альбом «Nulukatuk» 2009 год
14 марта 2009 года в московском клубе «16 тонн» и 20 марта в питерском клубе «Сочи» состоялась презентация второго альбома под названием «Nulukatuk».
Работа проходила на пяти московских студиях. При записи были использованы уникальные винтажные инструменты: Fender Rhodes, Hammond Organ, Minimoog, Theremin, синтезаторы Ритм-2 и Аэлита, рояль, контрабас, варган-хомус и многие другие. В записи нескольких треков принимали участие приглашённые музыканты, в том числе струнный квартет. Группа сделала шаг в сторону большей динамичности, тем самым обогатив характерное лиричное настроение музыки новыми эмоциями.

### EP «Embarrassed» 2011 год
2 апреля 2011 года в московском клубе «Гоголь», 16 апреля в питерском клубе «Грибоедов» и 22 апреля в Киевском «Sullivan Room» состоялась презентация третьего релиза под названием «Embarrassed».
Работа проходила в основном на студии Большакова Параметрика в Москве. При записи использовались живые инструменты: Fender Rhodes, Minimoog, рояль, контрабас и многие другие. В записи песни Together Forever принимал участие струнный квартет. Сведением занимался известный московский звукорежиссёр Артём Аматуни. Мастеринг проходил на Канадской студии у Noah Mintz.
В трек-лист диска вошли 4 новые песни и 4 ремикса, отобранные путём конкурса (среди слушателей).

### Сингл «Dead Pixel» 2014 год
9 апреля в клубе 16 Тонн в Москве и 12 апреля в клубе Zoccolo 2.0 в Санкт-Петербурге группа представила новый сингл, в который вошли две песни: Dead Pixel и Solitude. Композиции записывались на студии студии Большакова Параметрика в Москве. Сведением занимался звукорежиссёр Hardrum, работавший над первой и второй пластинкой коллектива.
Песни должны были войти в полноценный альбом, выпуск которого планировался на осень 2014 года.

## Состав
- Ксения Зотова (Истенко) — вокал, тексты
- Тимофей Коршунов — клавиши, эффекты
- Яков Кривицкий — эффекты
- Игорь Левицкий — гитары
- Андрей Тришин — бас-гитара
- Александр Селезнёв — барабаны

## Дискография
- A Peacock — 2008
- Nulukatuk — 2009
- Embarrassed — 2011 (EP)
- Dead Pixel — 2014 (сингл)
- Solitude - 2014 (сингл)